# Southern Special
A Southern Special zenekar (avagy ismertebb nevükön a Sutterek) 1992 decemberében alakult. A megalakulásukat követő évet gyakorlatilag végigkoncertezték. Előzenekarként játszottak a Sex Action 1993 tavaszi és őszi turnéján, valamint a Sing Sing országos turnéján is. Az intenzív koncertezésnek köszönhetően sokan megismerték az együttest, és az Aréna kiadó lemezszerződést ajánlott a csapatnak. 1994 áprilisában jelent meg a Ne fogadjon senki rám című bemutatkozó album, melyen AC/DC stílusú rockzenét játszottak. Az énekes Huszti Béla hangja, énekstílusa is az ausztrál rockegyüttes frontembereit idézte. Leszervezett saját lemezbemutató turnéjuk – az akkor szintén első lemezes Black-Outtal közösen – első körben elmaradt, csak 1995 elején tudták pótolni. 
1995-re megváltozott a Sutterek stílusa, elhagyták az AC/DC- áthallásokat, modernizálták zenekari hangzásukat, változott az énekstílus, megtalálták saját hangjukat. 1996 elején rögzítették második nagylemezük dalait, majd áprilisban Fogom a fejem címmel kiadták az albumot. Ekkor már egy hónapja koncerteztek szerte az országban a Tankcsapda turnéjának előzenekaraként. A korábbi kétgitáros felállás 1996 végén megváltozott Barabás Béla távozásával és Szentpéteri Zsolt sampleres érkezésével. A Sony Music kiadásában 1997 áprilisában megjelent Hat láb mélyen című harmadik Southern Special-album dalaira erősen hatottak az aktuális rockzenei trendek. White Zombie ihlette mélyre hangolt, zajos gitárok, elektronikus zenei elemek jellemezték az új irányvonalat. A lemez megjelenésekor indult a Southern Special/Black-Out közös országos turné. 
1997 decemberében az E-klubban tartotta 5. születésnapi koncertjét a zenekar, fél évvel később szintén ugyanitt már a búcsúkoncertjüket adták. Az együttes 1998 júniusában feloszlott. Az egykori tagok később olyan zenekarokban tűntek fel, mint a FreshFabrik, a Superbutt, vagy a Zero-G. 2001-ben a Crossroads újra kiadta az első két Southern Special-albumot egy közös CD-n.

## Diszkográfia
Stúdióalbumok
- Ne fogadjon senki rám (1993)
- Fogom a fejem (1996)
- Hat láb mélyen (1997)

Közreműködések
- Demonstráció II (válogatás, 1995) - a Fogom a fejem c. dallal
- Második lövés (válogatás, 1997) - az Ahhoz, hogy te is a legjobb légy c. dallal

## Tagok
Utolsó felállás
- Huszti Béla – ének (1992-1998)
- Gabrielli Richárd – gitár (1995-1998)
- Réti András – basszusgitár (1995-1998)
- Gábor Béla "Kisbéci" – dobok (1992-1998)
- Szentpéteri Zsolt – samplerek (1996-1998)

Korábbi tagok
- Barabás Béla "Wasco" – gitár (1992-1996)
- Pálvölgyi Gábor "Csiga" – gitár (1992-1995)
- Száraz László "Laló" – basszusgitár (1992-1995)